# 黄金の太陽
『黄金の太陽』（おうごんのたいよう、Golden Sun）は、2001年にキャメロットが開発、任天堂が発売したロールプレイングゲーム（RPG）、及びそのシリーズである。
ゲームボーイアドバンス用ソフトとして、2001年8月1日に初作『黄金の太陽 開かれし封印』（おうごんのたいよう ひらかれしふういん）と2002年6月28日に2作目『黄金の太陽 失われし時代』（おうごんのたいよう うしなわれしとき）、ニンテンドーDS用ソフトとして2010年10月28日に3作目『黄金の太陽 漆黒なる夜明け』（おうごんのたいよう しっこくなるよあけ）がそれぞれ発売された。

## 概要
企画された当時、任天堂ハードでは大作RPGが不足しており、「任天堂のファン向けに本格的なRPGを作る」という試みでキャメロットが開発した。GBAのポテンシャルを引き出すことを目標に製作されており、画面や音楽なども同ハードの中でもかなり高度なものとなっているが、そのため、同社のそれまでのゲーム作品と比較して製作コストがかかった。初作はスマッシュヒットし、特に欧米で高い人気を得て、世界累計でミリオンヒットを記録した。
BGMはキャメロット作品と縁が深い桜庭統が担当している。
世界観はシリーズを通して共通しており、特に『開かれし封印』と『失われし時代』は連続したストーリーとなっている（後述するように『開かれし封印』だけでは未完）。シリーズは『失われし時代』で一度完結したが、「E3 2009」でニンテンドーDS用に「Golden Sun DS」というタイトルで続編が開発中であることが発表された。そして2010年10月28日に日本で3作目『黄金の太陽 漆黒なる夜明け』が発売された。
タイトル名の経緯は当初は他のRPGのタイトルがカタカナを流行した事を知ったうえで「ゴールデン デンソル」と言うカタカナで構成された候補を出したが任天堂の目に留まり、日本語にして「黄金の太陽」の変更を要請した事から選ばれた。これによりストーリーに影響を与えられ、要素をパズルのように組み合わせる事になった。具体的に言うとネタバレに触れるのを避けるために、作中に使われる用語になった。
2024年1月17日より『ゲームボーイアドバンス Nintendo Switch Online』にて『開かれし封印』、『失われし時代』両作とも配信開始。

## 世界観
物語の世界は、4つのエレメンタル（地・水・火・風）が素と考えられている世界であり、一部には主人公達のように、これらを操れるエナジストと呼ばれる者たちが存在する。大昔、この世界はエレメンタルを利用した「錬金術」と呼ばれる古代科学によって大いに繁栄したが、その強力すぎる力を人々は恐れ封印してしまう。今では各地に古代文明の跡が残るのみとなっている。
「錬金術」の封印は、各地に存在する4つのエレメンタルの灯台と、霊峰アルファ山にあるソル神殿が重要な役割を持つ。この内、ソル神殿が破られたことが、物語のきっかけとなっている。
また、この世界は平面的な世界であり、世界の果てはガイアフォールと呼ばれる滝によって落ちてしまう。「失われし時代」において、このガイアフォールが拡大し、世界が縮小しつつあり、その原因が錬金術の封印によることが明かされる。

## ゲームシステム
本作は王道的なRPGを踏まえつつも、エナジーを用いたフィールド上での謎解きや、ジンの運用など、特徴的なシステムが存在する。

### エナジー
本作は他のゲーム作品では一般に魔法と種別されるものに「エナジー」がある。主人公達はエナジーが使えるエナジストと呼ばれる存在であり、それ故に物語の鍵を握ることになる。
他作品における魔法と同じく、攻撃系や回復系、サポート系に大別でき、多様な種類がある。しかし、本作の特徴は、エナジーをフィールド上でも用いることにあり、遺跡の謎などをエナジーを駆使して解いていくというのが売りとなっている。例えば、ロビンやガルシアが最初から使える「ムーブ」は、フィールド上で、離れた場所にある岩や柱を動かすことができる。また火のエナジストが使える「ファイアボール」のように、戦闘で攻撃にも使えるが、フィールド上で謎解きにも使うというエナジーも存在する。
そのキャラクターが使えるエナジーの種類は、エナジストの属性に大きく左右され、後述するクラスチェンジにも大きく左右される。また謎解きに必要なエナジーは、特殊なアイテムを装備したり、イベントによって使用できるようになるというのが基本である。
構想は製作の4、5年前から「どうしてRPGはお城に行くと王様が何でも教えてくれるんだろう。」と言う疑問を感じて、「自分の知りたいことを何とか聞きだす謎解きが作れないか」と思って、心を読むか、超能力の発想が生まれ、ずっと温めた。「エナジー」の原型とも言える。

### ジンとクラスチェンジ、召喚獣
ジンとは、作中に登場する精霊で、4つのエレメンタルの内どれかを象徴している存在である。出会ったり、倒したりすることで捕まえることができ、装備することができる。これが本作の特徴の1つである。ジンは装備することにより、ステータスが上昇するメリットがあり、それぞれが持つ特殊な技を戦闘で使用する（解き放つ）こともできる。「開かれし封印」では各属性ごと7種・全28種、「失われし時代」では各属性ごと11種・全44種、2作合計で72種登場する。
本作はキャラクターごとにクラスが設定されており、クラスによって基礎ステータスが大きく変化する。クラスは装備しているジンの種類と数によって決まり、装備するジンを変えることで、クラスを変更させる（クラスチェンジ）。後述する制約もあって、どのようにジンを配置し、クラスを設定するかが、プレイヤーに委ねられている。
また、本作では召喚獣が登場し、敵に強力な攻撃を行う。召喚獣は、様々な種類が存在するが、スタンバイ状態のジンの種類と数によって使える物が決まる。召喚が行われると召喚に要したジンはリカバリーに状態になる。リカバリー状態のジンは何の恩恵も与えず、回復してセット状態になるのを待つ必要がある。回復は自動的に行われるが、戦闘において1人のキャラクターが持つジンは1ターンに1つしか回復できない。召喚獣は単属性の基本的な物以外にも各地に隠されている物が存在し、入手が困難なほど強力である。
これらメリットの一方で、ジンには制限も存在する。ジンはパーティ内で公平に分ける必要があり、誰か1人にジンをたくさん付けるということはできない。あるいは付けたくなくても、公平にするために付ける必要が出てくる。またジンはセット・スタンバイ・リカバリーの3種の状態を取り、ステータス変化にメリットを与えるのは、セット状態の時だけである。ジンを戦闘で使用するとスタンバイ状態になるので、ステータスは弱まってしまう。また先の召喚獣についても、これは強力であるが、ジンがスタンバイ状態とリカバリー状態を取るために、キャラクターのステータスを弱めるデメリットが存在するという意味になる。
このようにジンをどう運用するかが、本作における重要な要素となっている。

### データの引き継ぎ
本作は後述するように「開かれし封印」と「失われし時代」で連続したストーリーとなっている。そのうえで、「開かれし封印」のデータは「失われし時代」に引き継げる。引き継げる5つのデータを以下に挙げる（「開かれし封印」のクリア時点での要素）。
- （ロビンたちの）レベル
- ジン
- 主要パラメータ
- 所持アイテム
- 所持コイン

これらは「失われた時代」の後半で、ロビン達が合流する際に重要な要素となる。データ引継ぎが無い場合でも、合流時点のロビン達は相応のステータスを有しているが、例えば一部のジンは持っていない。このため、特にジン全72種を必要とする隠しダンジョンなどは、データの引継ぎが無ければ、ダンジョンそのものに入ることができない。
また、データの引き継ぎ方法には「通信ケーブル」と「パスワード」の2種類あり、パスワードには必要に応じた柔軟性がある（例えば全データを引き継ぐには260文字も要すが、最も影響が大きいジンのデータだけならば、16文字で済む）。
- 通信ケーブル
  - 5つのデータをすべて引き継ぐ。
- パスワード
  - 5つのデータをすべて引き継ぐ - 260文字
  - ジン、主要パラメータを引き継ぐ - 61文字
  - ジンを引き継ぐ - 16文字

### 通信対戦
本作では通信ケーブルを用いた2人での通信対戦が可能である。当然、同じ作品同士でなければ対戦できない。
通信対戦では本編のプレイデータを用いてパーティの3人までのチームで戦うことができる。参加できるのはパーティの左から3人である。
ほかにも一人用モードとして、本編で倒した事が1度でもある敵と全滅するか降参するまで永遠に戦い続ける事ができるモードもある。こちらでは人数制限はない。
いずれのモードでも何回勝利したかを確認できるが、特典などはない。

## 物語
「開かれし封印」と「失われし時代」は連続したストーリーとなっており、「開かれし封印」では物語は完結しない。「開かれし封印」は2つ目の灯台・ヴィーナス灯台の出来事と、その後の顛末までである。

### 「開かれし封印」
霊峰アルファ山の麓、ハイディア村のソル神殿は、エレメンタルの灯台を解放するために必要なエレメントスターが封印されていた。しかし、サテュロス達によって封印は解かれる。結果としてサテュロス達に手を貸してしまった少年・ロビンは、世界の守護者ワイズマンから錬金術の解放は災厄を招くと教えられる。サテュロス達の計画を阻止するため、ロビンは親友・ジェラルドと共にハイディア村を旅立つ。

### 「失われし時代」
ヴィーナス灯台は起動したが、サテュロス達は死亡した。サテュロス達に捕らわれの身となっていたガルシア、ジャスミン、シバ、スクレータの4人は自由の身となる。しかし、ガルシアは、ジャスミンに反対されながらも何故か灯台の解放は続けるという。そしてガルシア達は冒険を続けるうちに世界に危機が迫っていることを知り、時にロビン達と衝突しながらも、残る灯台の解放を目指す。

## 「開かれし封印」と「失われし時代」の登場人物

### 「開かれし封印」の操作キャラクター
ロビン
「開かれし封印」の主人公。アルファ山の麓、ハイディア村に住む地のエナジストの少年。17歳。
錬金術の封印を守護するため、ソル神殿を守っている一族の出身。だが、好奇心から神殿に侵入し、結果としてエレメンタルスターの強奪に加担してしまう。その責任とワイズマンの頼みにより、錬金術の解放を阻止すべく旅を始める。
年相応の面もあるが、よく機転が利き、仲間からはリーダーとして慕われている。ゲームの演出上、声を出すことは少ない（「失われし時代」では普通に話している）。女性に好かれやすく、ジャスミンからも好意を寄せられている（「漆黒なる夜明け」ではハイディア村周辺の女性は皆ロビンに惚れていたという話を聞ける）。30年後の『漆黒なる夜明け』では、ジャスミンと結婚して、息子を授かっていることがわかる。
「失われし時代」では、前衛にいて、かつガルシアが前衛にいない場合に「開かれし封印」の戦闘曲が流れる。
『大乱闘スマッシュブラザーズX』において隠しアシストフィギュアとして登場する。ムーブを使い、他のプレイヤーを押し出す。声優は日本版、日本国外版共通で原亜弥が演じている。
ジェラルド
ロビンの幼馴染で火のエナジストの少年。ハイディア村長の孫。17歳。
箒のような赤い髪がトレードマーク。ロビンの幼馴染であり、親友でもある。ロビンと共にソル神殿に侵入し、結果としてロビンと一緒に旅立つこととなる。
わんぱくのガキ大将のような性格で、しばしばトラブルを起こす。一方で後篇に当たる『失われし時代』ではピンチになった仲間を助ける仲間想いな部分もある。ロビンをリーダーとして認めている一方で自分がリーダーとして慕われたいとも思っている。
イワン
カレイの町の大商人・ハメットの召使であり養子。風のエナジストの少年。15歳。
大事な「シャーマンの杖」を盗まれハメットに「見つかるまで帰ってくるな」と言われ村に一人取り残され、困っていたところをロビンに助けられる。その後、ドドンパ達に攫われたハメットを助けるため、ロビンと行動を共にすることになる。最初のチャンスではハメットを助けられず、以後はロビンの目的を優先する（その後、プレイヤーの選択次第では救出に成功する）。
メンバーの中では最年少であるが、かわいらしい外見、かつ聡明でジェラルドよりもしっかりしている。その出自は不明な点が多く、イワンをハメットに預けたエナジスト（ハモ）より、将来ハイディア村のエナジストと旅立つと予言されていた（そのため、ハメットは彼を村に残した）。「失われし時代」においてハモが実姉であり、古代文明アネモスの末裔であることが明かされる。
メアリィ
イミル村に住むマーキュリー一族の末裔。水のエナジストの少女。17歳。
代々マーキュリー灯台を守護する一族の生まれであり、自身もその使命を強く感じている。サテュロス達に協力した同族アレクスの裏切りによってマーキュリー灯台が解放されてしまったことから、サテュロス達の計画を阻止するためにロビン達と旅を始める。
上品な物腰や口調が特徴的な優しく賢い性格。容姿も良く、イミル村では病気の人をエナジーで治すことで人気だった。一方で「心の底まで腐っていますわ」のような、歯に衣を着せぬはっきりした物言いをすることもある。

### 「失われし時代」の操作キャラクター
ガルシア
「失われし時代」の主人公。ハイディア村出身の地のエナジストでジャスミンの兄。18歳。
3年前の嵐の日に大岩が村に落ちて両親と共に川に飲み込まれ行方不明となるが、サテュロス達に助けられ、以後灯台の解放を手伝っていた（ただし嵐の原因はサテュロス達にあり、恩を感じているわけではない）。錬金術解放の意味を知っていたため、サテュロス達の死後も灯台に火を灯すことを宣言し、ロビン達とは敵対する。同じくサテュロス達に攫われていたジャスミンやシバ、スクレータと冒険を始める。
サテュロス達に協力はしていたが、あまりに横暴なことには拒否感を示し、時には命令に逆らうこともある。またシバを助けるためにヴィーナス灯台の頂上から飛び降りるなど、正義感は強い。
戦闘経験を積んで成長し自分達に逆らう恐れから、サテュロス達は戦闘に参加させなかった。ゆえに「失われし時代」の開始時点ではレベルが低いことになっている。
ジャスミン
ガルシアの妹。ハイディア村出身の火のエナジスト。ロビンやジェラルドとは幼馴染。17歳。
3年前の嵐で家族を失い、ハイディア村で独りで暮らしていた。ロビンらと共にソル神殿に忍び込んだ際、兄のガルシアと再会するが、直後にサテュロスらによって、スクレータと共に連れ去られる。その後、ヴィーナス灯台でサテュロスらが死ぬと、ガルシアと共に冒険に出る。
天真爛漫な性格で少々わがまま。（「失われし時代」では）無口な兄に代わって発言することも多い。ロビンには片思いしており、そのため彼らと敵対関係にあることに複雑な心境を抱く。『漆黒なる夜明け』でロビンと結婚したことがわかる。
「失われし時代」のオープニングは彼女の操作で始まる。また、彼女が前衛で、かつロビンとガルシアを前衛に参加させていない状態では彼女専用の戦闘BGMが流れる。
シバ
ラリベロの町に空から降ってきた少女。風のエナジスト。14歳。
サテュロスらに攫われ、ヴィーナス灯台でシャーマンの杖と交換条件に出される。灯台が解放された際の地震で灯台から転落するもガルシアに助けられる。そして、自分の出自を知るために、ガルシア達と共に旅に出ることを選択する。
賢い少女で気が強いが、少女らしい弱気な一面を見せることもある。ロビンのことでジャスミンをからかう描写もある。ジュピター灯台で自分の生い立ちが分かるのではないかと考えていたが、最終的に手掛かりを見つけることはできなかった。
ピカード
レムリア出身の青年。水のエナジスト。
レムリアの王ハイドロの命令を受け国を出て、錬金術封印によるガイアフォールの拡大（世界の縮小）を調査していた。ヴィーナス灯台の解放によって生じた津波に巻き込まれ、マドラの町に流れ着くが、そこで町を襲った海賊（パヤヤーム）に間違われ、捕まる。ここでガルシア達と初めて出会う。その後、誤解が解けて釈放されると、自身の船の動力である黒水晶を奪ったキボンボ村の民を追いかける。船が欲しいガルシア達もピカードの後を追い、キボンボ村で黒水晶を取り戻すべく共に行動するようになる。彼の船は、大イースト海を冒険する上で重要な物となる。
見た目は穏やかであり普段の態度も理知的だが、短気な面もある。当初はガルシアを（正確には外海の人間を）信用していなかったが、行動を共にするようになると信頼するようになる。故郷レムリアに案内し、改めて錬金術解放の重要性を教える。
外見の年齢はガルシア達と変わらないが、レムリア人の特性として実際はかなり高齢。スクレータよりも年上である。年を聞かれてもはぐらかしてしまうため、正確な年齢は不明である。

### その他のキャラクター
ワイズマン
灯台の解放を阻止しようとする全能の存在。目の付いた大岩の姿をしており、人知を超越した力を振るう。「創造主ワイズマン」とも呼ばれる。
ソル神殿が崩壊した後にロビン達の前に現れ彼らを助け出す。そして、全ての灯台が解放され、錬金術が復活すると世界が混乱に陥ると話し、その阻止をロビン達に頼む。
最終盤、ガルシアの説得を受けてロビン達が灯台の解放に手を貸すようになってしまうと自ら動き出す。最後のマーズ灯台において、乗り込んできたカースト達をフレイムドラゴンに変え、ガルシア達を迎え撃つ。さらに灯台の火口で、ロビンの父ドリーとガルシア（とジャスミン）の両親を3つ首のドラゴン（ドゥームドラゴン）に変身させ最後の妨害を行う。しかし、ドラゴンが倒されるとガルシア達の力を認め、錬金術の解放を黙認する。同時に、アルファ山にいたアレクスの前に現れ、彼の企みを終わらせる。
スクレータ
錬金術研究の学者。年は70歳前後で白髪・白髭の老人。バビの支援を受けて研究を行っており、彼が探す幻の国レムリアの探索を第一とする。そのため、ハイディア村を訪れていたが、サテュロス達の言葉に操られ、ロビン達と共にエレメンタルスターの強奪に加担してしまう。その後、ジャスミンと共にサテュロスに誘拐され、行動を共にすることになるが、その後もロビン達にはたびたび助言を行っている。
「失われし時代」では、サテュロスが死んだことにより、ガルシア達と行動を共にする。学者として世界が崩壊しつつあることをすぐに理解し、灯台の解放に協力する。その道中では、長年探し求めていたレムリアを訪れることに成功するものの、その少し前にバビは亡くなっており悲しみに暮れる。マーズ灯台では、3つ首のドラゴンの正体をすぐさま察した。
サテュロス / メナーディ
灯台を開放し、錬金術の封印を解こうとする者たち。「開かれし封印」における仇敵。共に火のエナジストで、サテュロスは剣を武器とする男、メナーディは大鎌を武器にする女。ロビン達がソル神殿に向かうように暗躍し、灯台の解放に必要な（マーズスターを除く）エレメンタルスターを手に入れる。その後も、各地の灯台を解放するため暗躍し、それを阻止しようとするロビン達と対立する。
その正体は遥か北のプロクス村の民。錬金術が封印されたことによる世界の崩壊によって村が消滅の危機に陥り、錬金術を解放することによって世界の崩壊を止め、村を救おうとした。マーキュリー、ヴィーナスと狙い通りに灯台に火を灯し、妨害に来たロビン達と戦うが敗北を喫する。ロビン達を倒すために合体してユニオンドラゴンへと変身するも再び敗北し、ヴィーナス灯台の火口に落ちて死亡する。
カースト / アガティオ
灯台を開放し、錬金術の封印を解こうとしている「失われし時代」の登場人物。ガルシアを後援するが、目的のためには手段を選ばないため、しばしば対立する。サテュロスやメナーディと同じくプロクス村の民で、ヴィーナス灯台で死んだ2人の後を継いで目的の完遂を目指す。カーストはメナーディの妹で、彼女と同じく大鎌を武器にし、アガティオは男で拳を武器にする。ジュピター灯台ではカーストはイワンを、アガティオはロビンを罠にはめ敗退させる。
最終盤、最後のマーズ灯台を解放するためにガルシア達に先駆けて灯台に侵入するが、そこでワイズマンにフレイムドラゴンに変えられてしまう。ロビン達と合流したガルシア達を迎え撃つが敗れる。敗れたのち、自らの命がもはやほとんど残されていないことを悟り、灯台の火を灯すためにマーズスターをガルシア達に託す。
アレクス
サテュロスや続けてカースト達と行動を共にする男。メアリィと同じくマーキュリー灯台を守る一族の生まれで水のエナジスト。メアリィとは従兄妹関係にある。しかし、一族を裏切り、サテュロス達に協力して全灯台の解放を画策する。戦闘が無いため実力は未知数であるが、作中の演出では高位のエナジストであることがうかがえる。
その目的は、全灯台の解放によって起こる「黄金の太陽」現象により、全能の存在になることであった。しかしながら、マーズ灯台の解放と時を同じくしてアルファ山に現れるも、ワイズマンによりマーズスターにすでに手が加えられており、それによって全ての力と永遠の命ではなく、全てに「近い」力と永遠に「近い」命を得る羽目になる。現れたワイズマンを倒そうとするも逆に倒されたのち、アルファ山の崩壊に巻き込まれる。
ハメット
「開かれし封印」に登場。カレイの町の大商人で、イワンの養父。美しい妻・ラヤーナと暮らし、町の人々からも信頼される。かつて旅先で出会ったエナジストの助言のおかげで大商人と呼ばれるまでになる。イワンもこのエナジストから授かり、実の子のように可愛がる。
アルファ山の噴火でカレイの町に帰れなくなり、北のルンパ村を訪れる。しかし、盗賊の村であるルンパはハメットを拘束してカレイの町への脅迫材料にし、金をたかり始める。プレイヤーの選択しだいではあるが、村を支配する悪党ドドンパと戦い、彼のモンスターを倒すことで救出することができる。この場合、「失われし時代」において、ハメットの使者よりオリハルコンを受け取ることができる。
ハモ
「開かれし封印」に登場。ラマ寺の主で、風のエナジスト。ハモ様と尊敬を持って呼ばれる。ラマ寺を訪れたロビン達に、ラマカン砂漠の越え方を教え、イワンにイマジンを教える。「失われし時代」では、ガルシア達とロビン達が合流した後に現れ、羽の付いたレムリアの船の操り方を教えてくれる。
実はギアナ村の出身で、イワンの姉である。共に古代文明アネモスの末裔でもある。
バビ
「開かれし封印」に登場。トレビの町の支配者。遥か昔、レムリアを訪れ寿命を延ばす薬を手に入れる。以後、この薬を用いて200年の長命を永らえるも、やがて薬の量が減り、死の恐怖に囚われる。そこで、再びレムリアの薬を手に入れるために、スクレータに錬金術の研究を行わせたり、バビ灯台を建設して、レムリアの探索を行っていた。
薬を保管していたアルミタラ洞窟でロビン達に助けられる。その後、彼らがエナジストであることを知って気に入り、コロッセオの参加やレムリア探索を持ちかける。後にはレムリアの船も貸す。しかし、ロビン達はレムリアに着くことはできず、ガルシア達がレムリアに辿り付いた頃には亡くなっていた。
パヤヤーム
「失われし時代」に登場。貧しい村チャンパ出身の男。村の食料を得るため海賊を始めるが、船が壊れ、アラフネの町に已む無く留まっている。その後、ガルシア達が修理した船を奪って、チャンパ村へ帰還する。追ってきたガルシア達を、オババに泣きついて迎え撃ってもらうが失敗する。しかし、村の事情を汲み取ったガルシア達に許される。レオレオという息子がおり、息子ともども『漆黒なる夜明け』にも登場する。
オババ
「失われし時代」に登場。チャンパ村の事実上の指導者で、パヤヤームの祖母。アンコール文明の唯一の継承者で、高度な鍛冶の技術を持つ。村人達からはオババ様と呼ばれている。
パヤヤームのためにモンスターを召喚してガルシア達を迎え撃つが、モンスターが負けると、あっさり敗北を認める。その後、ガルシア達の力量を認め、各地の遺跡に隠してあった3つの矛先をレムリアに行くのに必要な「3つまたのやり」に合成する。『漆黒なる夜明け』でも健在である。
ハイドロ
「失われし時代」に登場。レムリア国の王。錬金術の封印によってエレメンタルが弱り、世界が崩壊しつつあることに気付く。そのため、灯台の解放を画策しており、実際に世界の崩壊を確かめさせるためピカードを外の世界に行かせる。
ガルシア達がレムリアにやってくると、世界が崩壊しつつあることを説明し、グラインドのエナジーを授けるなど協力する。
ルンパ
「失われし時代」に登場。遠い昔、世界中を回った大盗賊で、ルンパ村を作った人物。後にレムリアに至り、ここに定住する。バビとも面識があり、彼の死を聞くと驚く。
ハイドロの協力者であり、自身が世界を旅した時代の世界地図と比べ現在の世界が縮小していることを明らかにする。